# اسارت (جانوران)

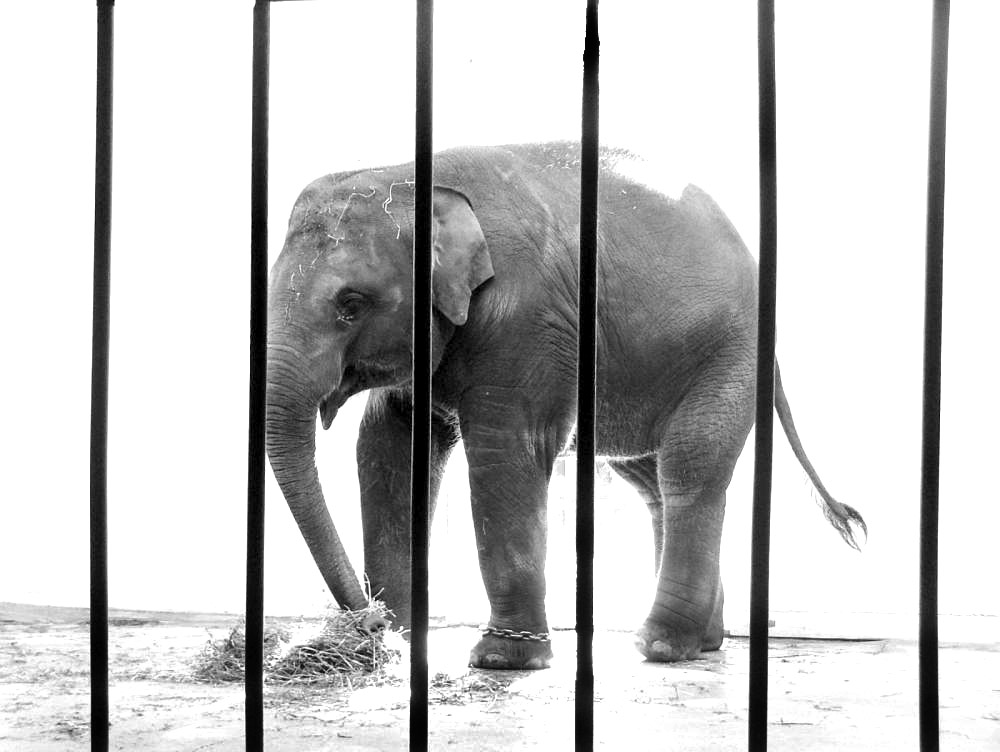
یک فیل در قفسش

جانورانی که توسط انسان نگهداری می‌شوند و از فرار آنها جلوگیری می‌شود، گفته می‌شود که در اسارت هستند. این اصطلاح معمولاً برای جانوران وحشی که در سلول نگهداری می‌شوند به کار می‌رود، اما ممکن است به‌طور کلی برای توصیف نگهداری از جانوران اهلی مانند اهلی کردن دام‌ها یا حیوانات خانگی نیز استفاده شود. این ممکن است برای مثال شامل جانوران در مزارع، خانه‌های شخصی، باغ وحش‌ها و آزمایشگاه‌ها باشد. اسارت جانوران را می‌توان بر اساس انگیزه‌ها، اهداف و شرایط خاص طبقه‌بندی کرد.